# Samir Aounallah
Samir Aounallah, né le 3 novembre 1963 à Nabeul, est un historien, archéologue, épigraphiste et universitaire tunisien spécialiste de l'Afrique romaine.

## Biographie
Il étudie d'abord à l'université de Tunis, où il obtient une maîtrise d'histoire et de géographie en 1986 puis un certificat d'aptitude à la recherche en 1989. Il rejoint ensuite l'université Bordeaux-Montaigne, où il obtient un diplôme d'études approfondies en 1990 puis un doctorat en 1994, sous la direction de Louis Maurin, avec une thèse intitulée La région du Cap Bon et sa romanisation : de la chute de Carthage à la fin de la dynastie des Sévères (146 avant J.-C.-235 après J.-C.). En 2008, il y obtient une habilitation à diriger des recherches sous le patronat de Jean-Michel Roddaz.
Il revient ensuite en Tunisie et intègre l'Institut national du patrimoine (INP), où il est successivement nommé attaché de recherche en 1996, chargé de recherche en 1998, maître de recherche en 2008 puis directeur de recherche en 2012. En parallèle, il est conservateur du site archéologique de Pheradi Majus, responsable du parc archéologique Carthage-Sidi Bou Saïd (2011) et responsable scientifique des sites archéologiques de Dougga et Aïn Tounga (2012). Il dirige aussi le comité tunisien des musées (rattaché au Conseil international des musées) de 2010 à 2013 et la division de l'INP chargée du développement muséographique de 2012 à 2014. Également responsable de la carte nationale des sites archéologiques et des monuments historiques de Tunisie de 2011 à 2014, il est directeur de l'information et de la coordination avec les associations à l'Agence de mise en valeur du patrimoine et de promotion culturelle de 2015 à 2019.
Entre 2000 et 2018, il enseigne l'épigraphie latine et l'histoire romaine dans les universités de Sousse, Tunis et La Manouba, ainsi qu'à l'Institut supérieur des sciences humaines et l'École normale supérieure de Tunis.

## Distinctions
- Prix Toutaint-Blanchet décerné par l'Académie des inscriptions et belles-lettres (2002) ;
- Prix d'Hippone décerné par l'Académie des sciences, agriculture, arts et belles-lettres d'Aix (2010) ;
- Prix Serge-Lancel décerné par l'Académie des inscriptions et belles-lettres (2011)[1].

## Publications
Samir Aounallah est l'auteur ou le co-auteur de très nombreux ouvrages tant scientifiques qu'à destination du grand public, parmi lesquels :
- Le cap Bon, jardin de Carthage : recherches d'épigraphie et d'histoire romano-africaines, 146 a. C - 235 p. C., Bordeaux, Ausonius, 2001, 388 p. (ISBN 978-2910023263).
- Thugga Dougga : ville romano-africaine de Tunisie, Sousse, Contraste, 2006, 104 p. (ISBN 978-9973878205).
- Le musée archéologique de Sousse, Sousse, Contraste, 2018, 95 p. (ISBN 978-9973878557).
- L'abrégé du musée national du Bardo, Sousse, Contraste, 2018, 119 p. (ISBN 978-9973878601).
- Pagus, castellum et civitas : études d'épigraphie et d'histoire sur le village et la cité en Afrique romaine, Bordeaux, Ausonius, 2019, 257 p. (ISBN 978-2356133052).
- Carthage : histoire et archéologie d'une métropole méditerranéenne, 814 avant J.-C.-1270 après J.-C., Paris, Centre national de la recherche scientifique, 2020, 155 p. (ISBN 978-2271134721).